# Chiaravalle
Chiaravalle est une commune italienne d'environ 14 582 habitants, située dans la province d'Ancône, dans la région Marches, en Italie centrale .

## Histoire
Saint-Bernard y fonda une abbaye qu'il nomma du même nom que l'Abbaye de Clairvaux.

## Monuments et patrimoine
- Abbaye Sainte-Marie de Castagnola

## Administration
| Période                                  | Période | Identité | Étiquette | Qualité |
| ---------------------------------------- | ------- | -------- | --------- | ------- |
|                                          |         |          |           |         |
| Les données manquantes sont à compléter. |         |          |           |         |

### Hameaux
Grancetta

## Personnalités liées à la commune
- Andrea Bartoletti (1978-), joueur de volley-ball italien
- Maria Montessori, médecin et pédagogue, y est née le 31 août 1870
- Dore Della Lunga
- Nicoletta Luciani
- Maria Montessori
- Chiara Negrini
- Sofia Raffaeli
- Simone Stortoni

### Communes limitrophes
Camerata Picena, Falconara Marittima, Jesi, Monte San Vito, Montemarciano